# ブリッジ (運動)

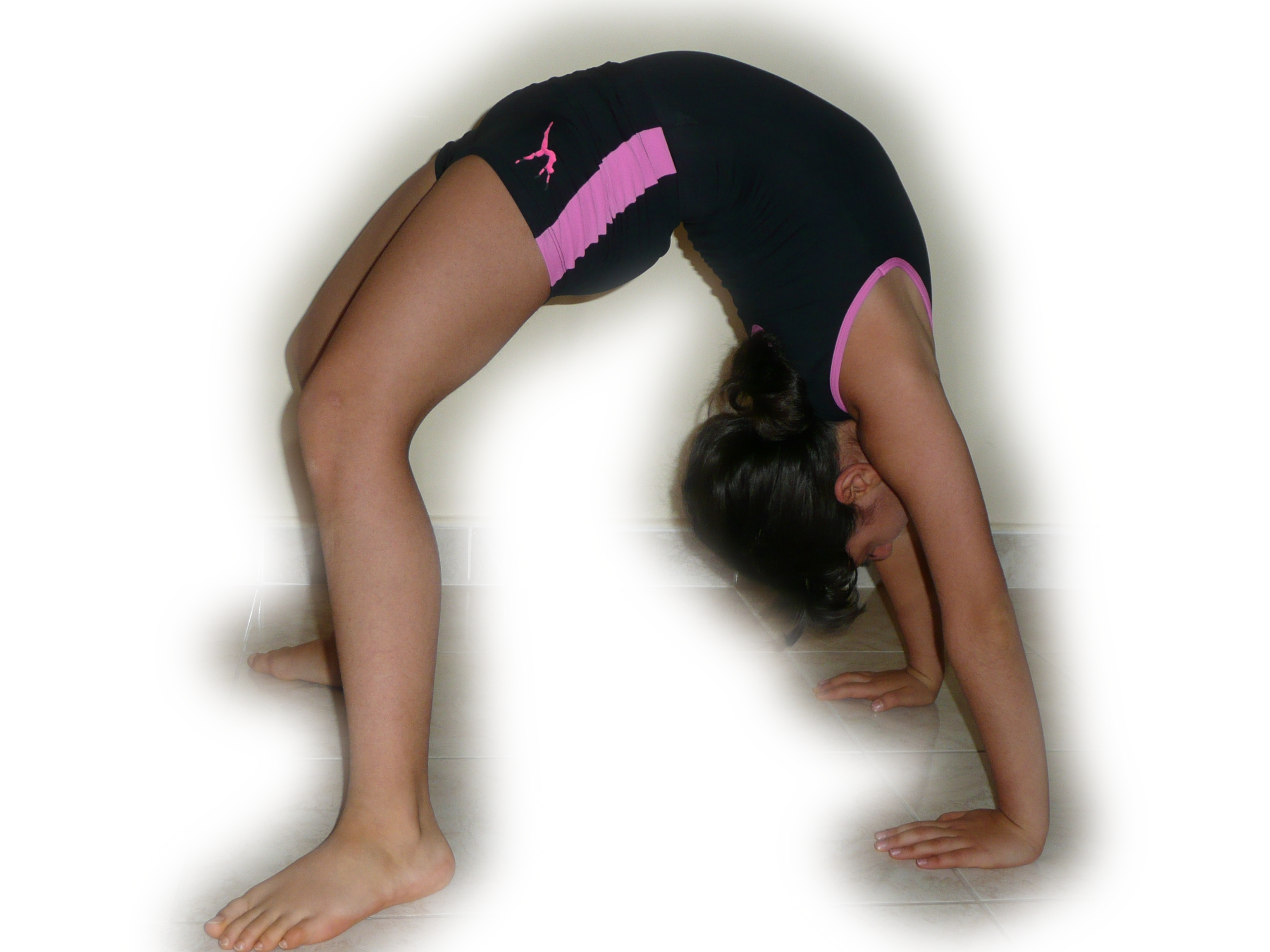
ブリッジ

ブリッジ (英:bridge) は姿勢、ストレッチまたは技術の一種。

## 概要

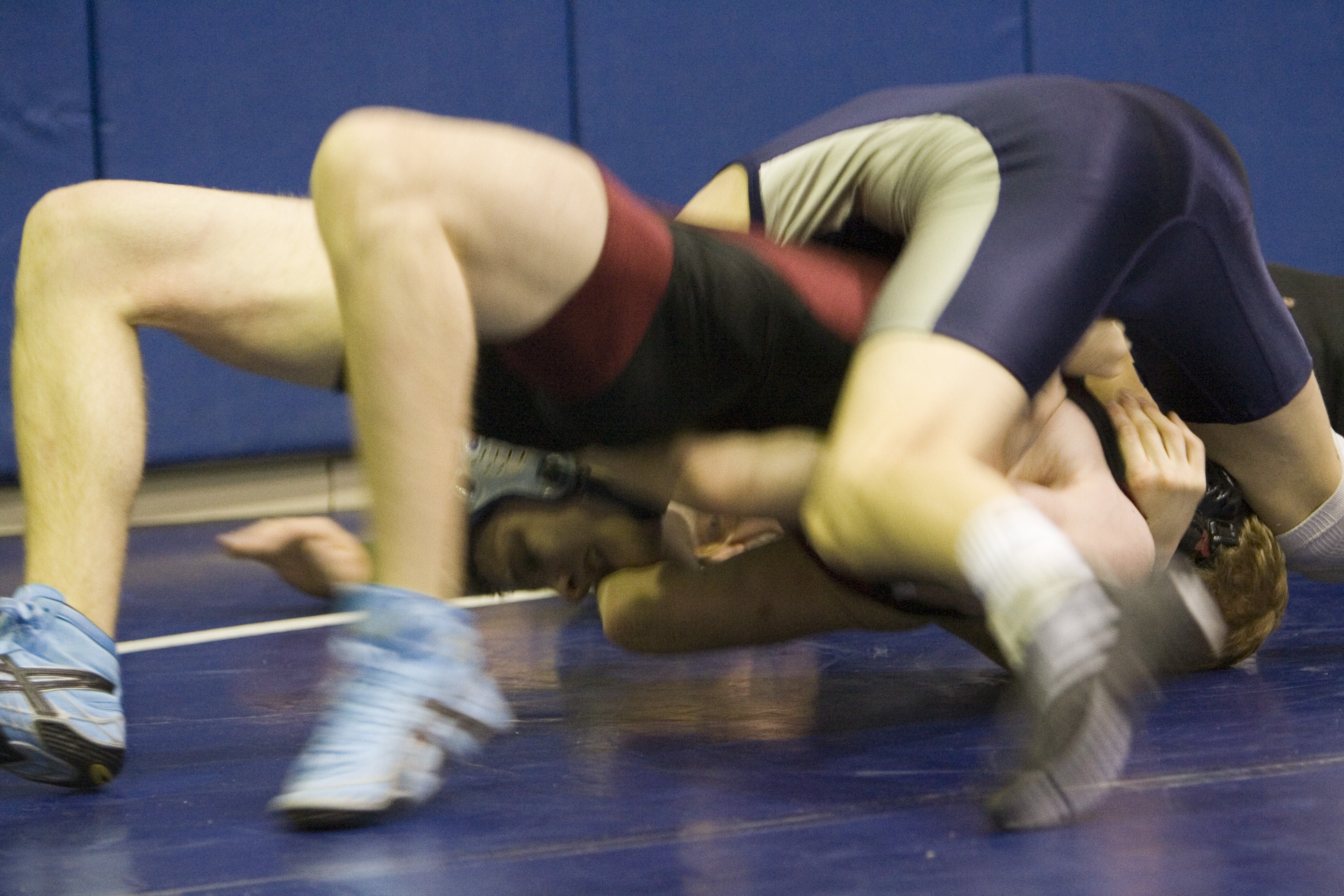
アマチュアレスリングにおけるブリッジ。ピンフォールを狙う選手（上）とブリッジで防ぐ選手（下）

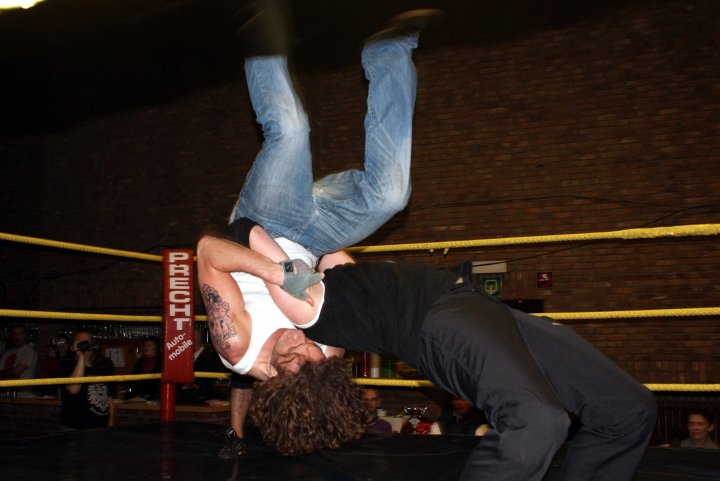
スープレックスの例（ノーザンライト・スープレックス）

直立した状態から上体を後方に反らせ、背中を地面につけないようにして足裏と手または頭で支持した姿勢をとる。そのときの姿勢が橋のように見えることからブリッジと呼ばれる。
体操競技、新体操、ヨガなどで基本的な姿勢または練習の一つとして取り入れられているほか、アマチュアレスリング、プロレス、柔道、総合格闘技、ブラジリアン柔術などの寝技を含む格闘技でも抑え込まれた選手が抑え込み技から逃れるためなどに使用する基本的技術となっている。特にアマチュアレスリングやプロレスでは「スープレックス」と呼ばれるブリッジを利用した投げ技も多く用いられる。

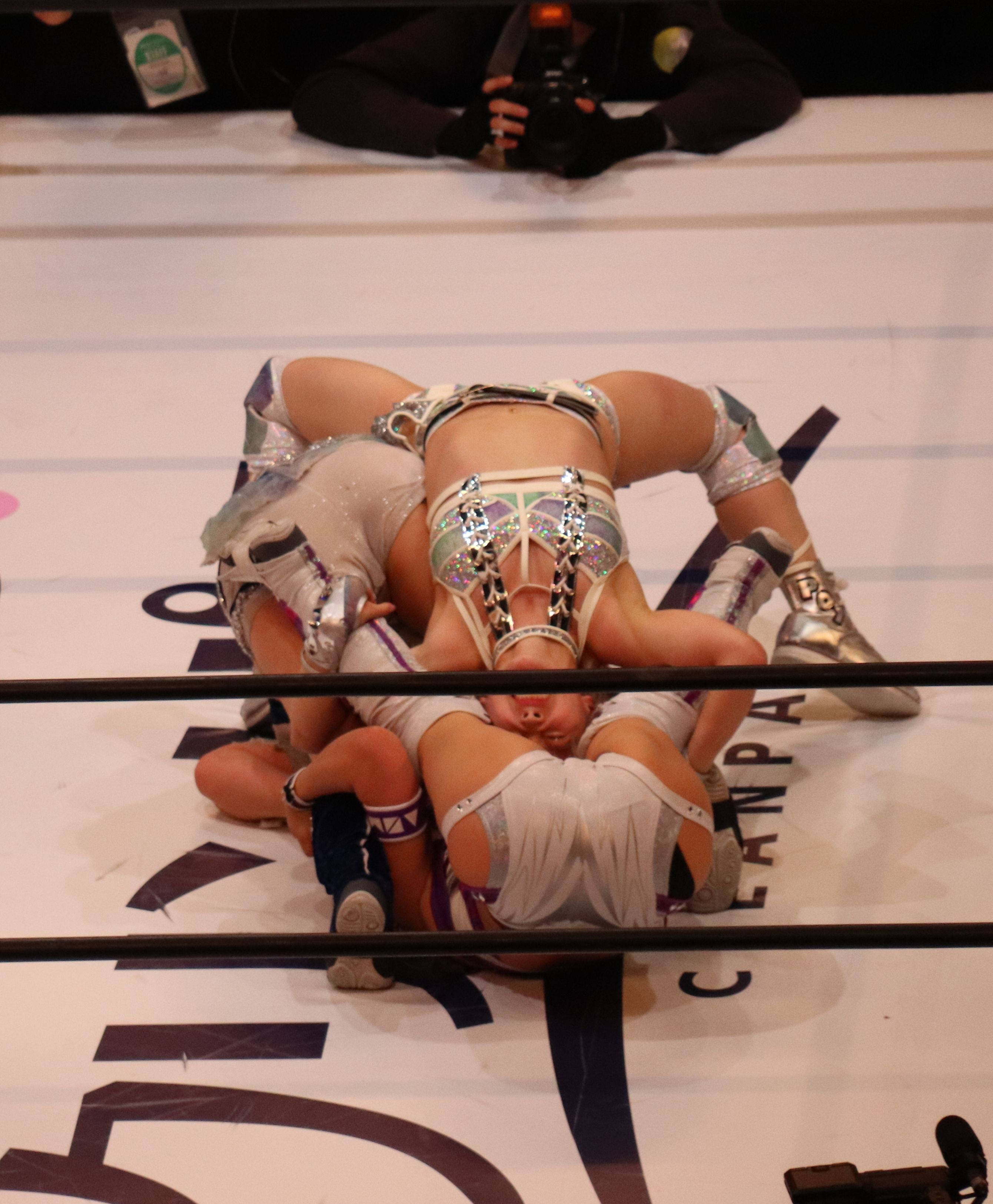
ブリッジを使った抑え込みの例（なつぽいが2選手を同時に抑え込んでいる）

またプロレスにおいてはこのほか、丸め込んで抑え込む技術としても用いられる。